# Jidam

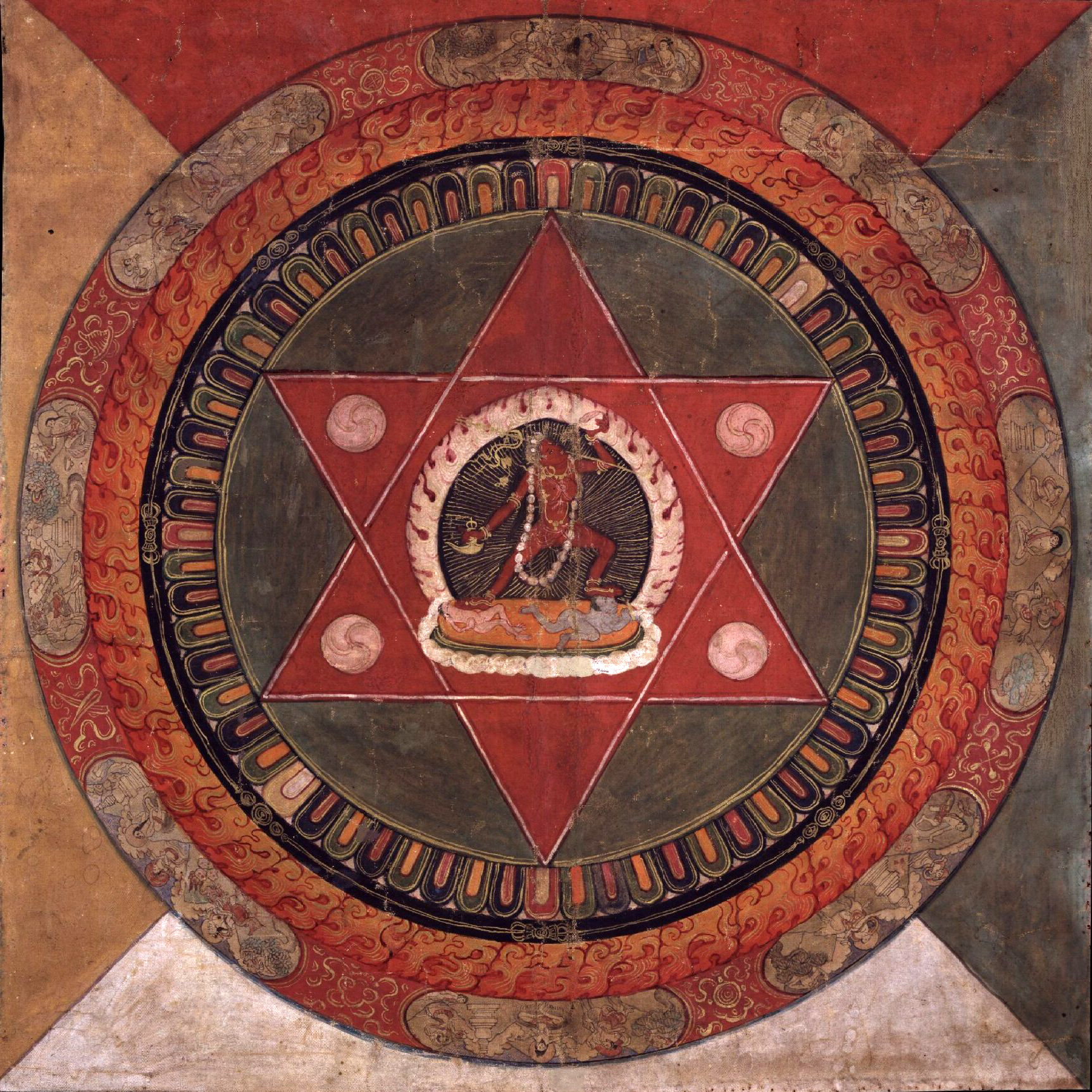
Jidam Wadżrajogini tradycji Sakja/Gelug pochodzącej od mahasiddhy Naropy

Jidam (transliteracja Wyliego: yi dam; sanskryt. iṣṭadevatā) – jeden z trzech korzeni praktyki buddyjskiej, prowadzącej do oświecenia; charakterystyczna dla wadżrajany metoda praktyki, w której występuje medytacyjne skupienie na postaci manifestacji buddy (lub mahasiddhy np. Padmasambhawy) wybieranej na podstawie indywidualnie wybranej tantry lub termy i bezpośredniego przekazu autentycznego mistrza (język tybetański: lama) odpowiednio do możliwości i zdolności adepta wadżrajany.

## Etymologia
Sanskrycki termin, iṣṭadevatā, można tłumaczyć jako iṣṭa (pożądane, godny czci) + devatā (bóstwo), czyli godne czci i pożądane (dla praktyki) bóstwo, co może być dla człowieka Zachodu mylące, gdyż bóstwo symbolizuje tu potencjał oświecenia, tj. naturę Buddy, a nie zewnętrzny byt, wymagający od nas ubóstwiania lub czci. Jidam nie posiada żadnego niezależnego, inherentnego istnienia, tak jak to opisują nauki o „pustości” siunjata.
Tybetański, używany w wadżrajanie termin Jidam to skrót słowa yid-kyi-dam-tshig, oznaczającego związek (sanskryt: samaya) umysłu, co odnosi się do „natury umysłu”, a ściślej – związku praktykującego ze stanem „Przejrzystego Światła”, do którego prowadzi praktyka tantr.

## Praktyka jidama
Jidam należy do tzw. trzech korzeni buddyzmu wadżrajany (dwa pozostałe to lama i strażnicy). Ze względu na to, że jidamy odnoszą się do manifestacji sambhogakaji, wyróżnia się ich bardziej lub mniej gniewne formy, ściśle określone na podstawie tantr lub „skarbów” term, w zależności od możliwości i zdolności praktykujących, a ich wygląd należy przede wszystkim rozumieć symbolicznie – jako ekspresję nauk o pustości, Naturze Buddy i postawie bodhiczitty (oświeconej postawie) oraz pod względem użyteczności dla praktyki buddyjskiej.
Niezbędne dla praktyki „na jidama” jest otrzymanie odpowiedniej inicjacji (po tybetańsku: wang), bezpośredniego, ustnego przekazu (po tybetańsku: lung), wyjaśnień (po tybetańsku: tri) od autentycznego duchowego nauczyciela (po tybetańsku: lama, w sanskrycie: guru) oraz oddanie, otwartość do linii przekazu tantr i mistrza oraz skrupulatne przestrzeganie ślubowań Bodhisattwy lub tantrycznych, wyrzeczenie od tzw. samsary, tj. zbędnych i przeszkadzających czynów związanych ze splamieniami umysłu, bodhiczitta oraz zrozumienie przynajmniej podstawowych nauk buddyjskich, szczególnie tych o teorii siunjaty i naturze buddy.
Przykładami jidamów są Kalaczakra, Wadżrabhajrawa, Guhjasamadża czy też przedstawiona na grafice Naro Khaczo Wadżrajogini związana z tantrą Czakrasamwary. Więcej informacji znaleźć można w artykule Tantry Jogi Najwyższej.